# Garrulaxe cendré
Ianthocincla cineracea
Espèce
Synonymes
- Garrulax cineraceus (Godwin-Austen, 1874)[1]
- Ianthocincla cineraceus[1]
- Trochalopteron cineraceum Godwin-Austen, 1874[1]

Statut de conservation UICN

 LC  : Préoccupation mineure
Le Garrulaxe cendré (Ianthocincla cineracea) est une espèce d'oiseaux de la famille des Leiothrichidae.

## Systématique
L'espèce Ianthocincla cineracea a été décrite pour la première fois en 1874 par le topographe, géologue et naturaliste britannique Henry Haversham Godwin-Austen (1834-1923) sous le protonyme Trochalopteron cineraceum,.

## Description
Dans sa description de 1874, Godwin-Austen indique que cet oiseau mesure environ 22 cm.

## Étymologie
Son épithète spécifique, dérivée du latin cineris, « cendre », fait référence à la couleur cendrée de son dos.

## Liste des sous-espèces
Selon la classification de référence du Congrès ornithologique international (version 12.1, 2022) :
- Ianthocincla cineracea cineracea (Godwin-Austen, 1874) — massif de Purvanchal (en) ;
- Ianthocincla cineracea strenua (Deignan, 1957) — est de la Birmanie, Yunnan et sud du Sichuan ;
- Ianthocincla cineracea cinereiceps (Styan, 1887) — sud de la Chine.

## Publication originale
- (en) Major H. H. Godwin-Austen, « Descriptions of Ten new Birds from the Nágá Hills and Munipúr Valley, N.E. Frontier of Bengal », Proceedings of the Zoological Society of London, Londres, ZSL, vol. 42, no 1,‎ 1874, p. 43–48 (ISSN 0370-2774, OCLC 1779524, BNF 32843178, DOI 10.1111/J.1096-3642.1874.TB02450.X, lire en ligne).